# La poderosa muerte
«La Poderosa Muerte» es una canción del grupo chileno Los Jaivas, perteneciente a su disco Alturas de Macchu Picchu, editado en 1981, y compuesto a partir de los textos de Pablo Neruda en el poema del mismo nombre, que fue publicado en su extensa obra Canto General, de 1950.

## Contexto
Corresponde a la segunda pista del LP original. Alturas es abierto por una breve composición instrumental de Alberto Ledo, que, por sus aires etéreos y atmosféricos, el grupo llamó "Del Aire Al Aire", igual que el primer verso del poema de Neruda. Posteriormente, comienza "La Poderosa Muerte", extenso tema (11:12) que abarca una amplia variedad de estilos musicales e instrumentos de todos los orígenes.

## Música
El tema empieza con una introducción en trutrucas ejecutada por el baterista Gabriel Parra, seguida por el sincopado piano de Claudio Parra, que se une con la quena de Gato Alquinta ejecutando la melodía característica. Cuando comienza el canto, se van agregando nuevos instrumentos, como la batería de Gabriel Parra, el minimoog de Eduardo Parra y el bajo de Mario Mutis. Existen luego cambios rítmicos, como la aparición de ritmos de trote, cueca y rock, e instrumentos disímiles como las campanas tubulares, la ocarina y las tarkas.
La complejidad musical de todos los momentos de la canción, la perfecta unión de los complicados ritmos y acordes y la belleza de las armonías instrumentales y vocales hacen que este tema sea considerado uno de los mejores jamás grabados por un grupo chileno en toda la historia.

## Letra
El tema contiene fragmentos de varias partes del poema; en particular, del Canto II ("Si la flor a la flor entrega el alto germen..."), el Canto III ("El ser como el maíz se desgranaba en el inacabable..."), el Canto VI ("Entonces en la escala de la tierra he subido..."), y el Canto VII ("Muertos de un solo abismo, sombras de una hondonada..."), que tienen el tema común de la muerte como hilo conductor, según el grupo. Curiosamente no se extrae ningún verso del Canto IV ("La poderosa muerte me invitó muchas veces..."), que, sin embargo, da título a la canción. En todos los textos escogidos, así como en la mayor parte del poema, el poeta canta a los vestigios de la civilización perdida de los incas y a cómo la muerte ha llegado a devastar implacablemente las vidas de todos los que en ella habitaban. A partir de este hecho, Neruda reflexiona sobre la trascendencia de la vida cotidiana y sobre los temas filosóficos que remecen nuestras propias raíces: "¿Qué era el hombre? / ¿En qué parte de su conversación abierta, / Entre los almacenes y los silbidos? / ¿En cuál de sus movimientos metálicos / Vivía lo indestructible / Lo imperecedero, la vida?"
El profundo texto de Neruda se puede apreciar plenamente a través de la impecable composición y ejecución de los músicos.

## Anecdotario
Durante la grabación, Gato Alquinta se quedó completamente afónico. Por consejo de una cantante amiga del grupo, la solución era ponerse una inyección intravenosa de azufre, que le permitiría recuperar la voz solo por un momento. El grupo llamó a un practicante del sector de Boulougne, en los suburbios de París, donde grababa la canción. Para su sorpresa, éste resultó ser una religiosa. Con su ayuda y los efectos del azufre, Gato logra recuperar la voz y cantar el tema.

## Datos técnicos
- Aparece en el disco Alturas de Macchu Picchu (1981)
- Track 2, lado A en el LP; track 2 en el CD
- Duración: 11:12

### Composición
- Letra: Pablo Neruda
- Música y arreglos: Los Jaivas

### Instrumentos
- Gato Alquinta: Voz solista, Guitarra eléctrica, Quena, Tarka, Ocarina
- Gabriel Parra: Trutruca, Batería, Campanas tubulares, Coros
- Mario Mutis: Bajo, Tarka, Coros
- Claudio Parra: Piano, Tarka
- Eduardo Parra: Minimoog, Piano eléctrico, Tarka

### Grabación
- Grabación y mezcla: entre julio y agosto de 1981, estudios Pathé-Marconi, París.
- Ingeniero de grabación y mezcla: Daniel Michel
- Producción: Los Jaivas